# Letov Š-7
O Letov Š-7 foi um caça biplano monomotor com um único assento, projetado e construído na Checoslováquia no início da década de 1920. Foi projetado para uma competição de caças de assento único, mas não chegou a ser produzido em massa.

## Projeto e desenvolvimento
O Letov Š-7 foi designado para uma competição do governo estabelecida em 1923 para um caça monomotor, a ser motorizado com o um Hispano-Suiza 8Fb, produzido sob licença pela Škoda, um motor V8 com 300 hp e refrigeração à água. Era um biplano, com pares de suportes interplanos. As asas, montadas com uma modesta diferença para frente e para trás entre uma e outra (stagger), possuíam cantos retos e a mesma corda até as pontas de asa. A asa superior era suportada na fuselagem com uma estrutura de cabana, em cada lado, por um par paralelo de estruturas da parte média da fuselagem na dianteira e outro par na parte traseira em forma de "V" invertido, que ligava-a à parte superior da fuselagem. Apenas a asa inferior possuía ailerons.
A Letov teve alguns problemas de refrigeração com o motor refrigerado à água do Š-7. A aeronave inicialmente utilizou um radiador em formato de anel, mas teve de ser substituído por outro modelo ventral, montado transversalmente, além de revisar a capota do motor. Esta modificação resultou na alteração de sua designação para Letov Š-7a. O motor Hispano girava uma hélice com duas pás e um spinner. Atrás do motor, a fuselagem possuía uma seção cruzada oval, com cabine de pilotagem aberta parcialmente sob o bordo de fuga da asa superior, que tinha um pequeno corte para melhorar o campo de visão do piloto. A fuselagem afunilava-se em direção à cauda. A cauda em formato de losango ficava na linha de centro da fuselagem. O Š-7 possuía um trem de pouso convencional, com um único eixo e com as rodas principais em estruturas em forma de "V". Foi armado com um par de metralhadoras de 7,7 mm (0,303 in), montadas em um vão na capota do motor entre duas linhas de cilindro, atirando através da hélice.
O Letov Š-7 voou pela primeira vez em 1923 mas não recebeu pedidos, sendo então seu desenvolvimento descontinuado.

## Variantes
Letov Š-7Versão original com radiador em forma de anel.
Letov Š-7aVersão com radiador ventral e capota modificada.